# Lew Leon
Lew Leon – gra komputerowa będąca połączeniem gatunków gier zręcznościowych i platformowych, stworzona przez Longsoft Multimedia i wydana w 1996 roku przez CD Projekt. Zadaniem gracza było odzyskanie korony tytułowego lwa Leona. Kierując jego poczynaniami, bohater przemierza świat złożony z 12 poziomów podzielonych na 4 etapy.
Postać Leona pojawiła się później w grze Zagadki Lwa Leona (1998).
8 lipca 2019 roku gra została wydana na platformie GOG.com.

## Produkcja
Lew Leon był pierwszą produkcją polskiego studia Longsoft Multimedia (wtedy znanej jeszcze jako Leryx Longsoft). Muzykę do gry skomponował Adam Skorupa. Pierwotnie planowano wydać ją na komputery Amiga i PC, lecz producent uznał, że nie ma sensu tworzenie gry na platformę, która czasy świetności ma już za sobą.
Promocja gry – jako pierwszego polskiego tytułu w historii – odbyła się podczas targów ECTS w Londynie, na stoisku wydawcy, Flair Software.

## Odbiór gry
Lew Leon został przyjęty pozytywnie przez prasę polską. Recenzent „Gamblera” ocenił grę wysoko, chwaląc animację i oryginalny styl graficzny gry. Grafika doczekała się pochwał także w „Secret Service” i „Reset”. Recenzenci obu pism skrytykowali jednak zbyt wysoki dla młodych graczy poziom trudności, a także uciążliwy system zapisu gry (można to robić tylko co cztery etapy). Sprzedaż Lwa Leona w Polsce sięgnęła 10 tysięcy kopii; szacowany przez Jarosława Modrzejowskiego, założyciela producenta, obrót giełdowy to 150 tysięcy nielegalnych kopii.
Gra została też wydana na Zachodzie jako Leo the Lion przez Flair Software, ale nie odniosła tam sukcesu. Recenzent w niemieckim czasopiśmie „Power Play” uznał ją za zbyt frustrującą i skrytykował jej sterowanie.